# Warren, Ohio
Warren là một thành phố thuộc quận Trumbull, tiểu bang Ohio, Hoa Kỳ. Năm 2010, dân số của thành phố này là 41557 người.

## Dân số
- Dân số năm 2000: 46832 người.
- Dân số năm 2010: 41557 người.